# Pijpfitter

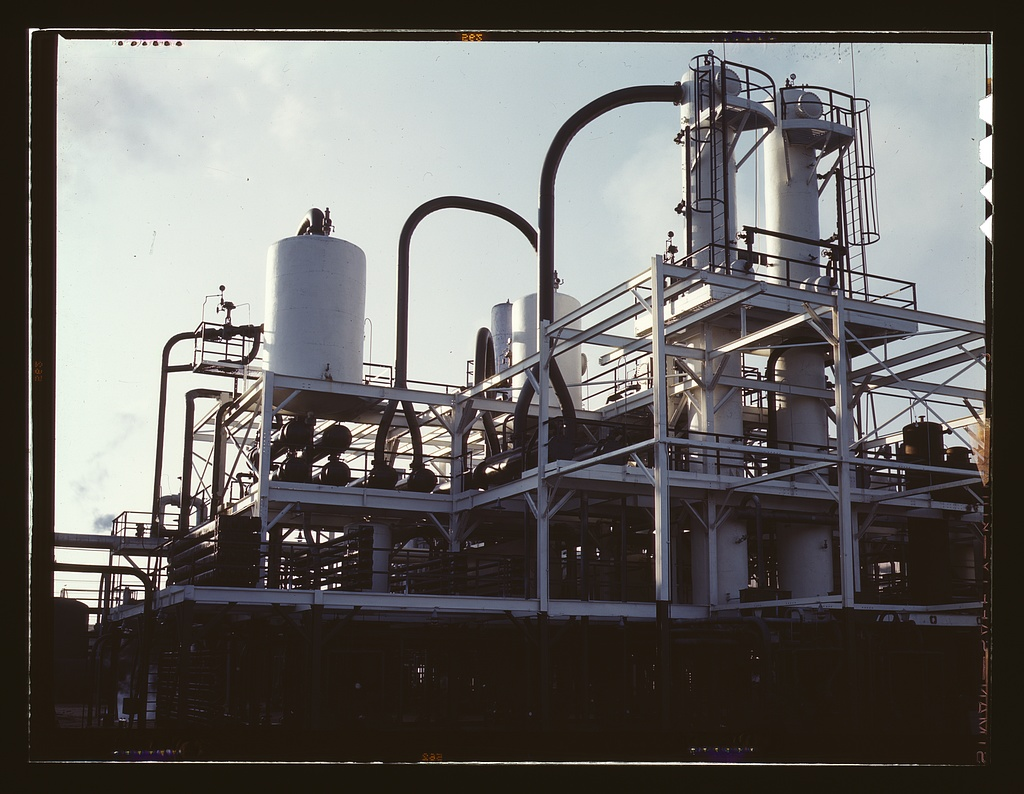
Raffinagefabriek

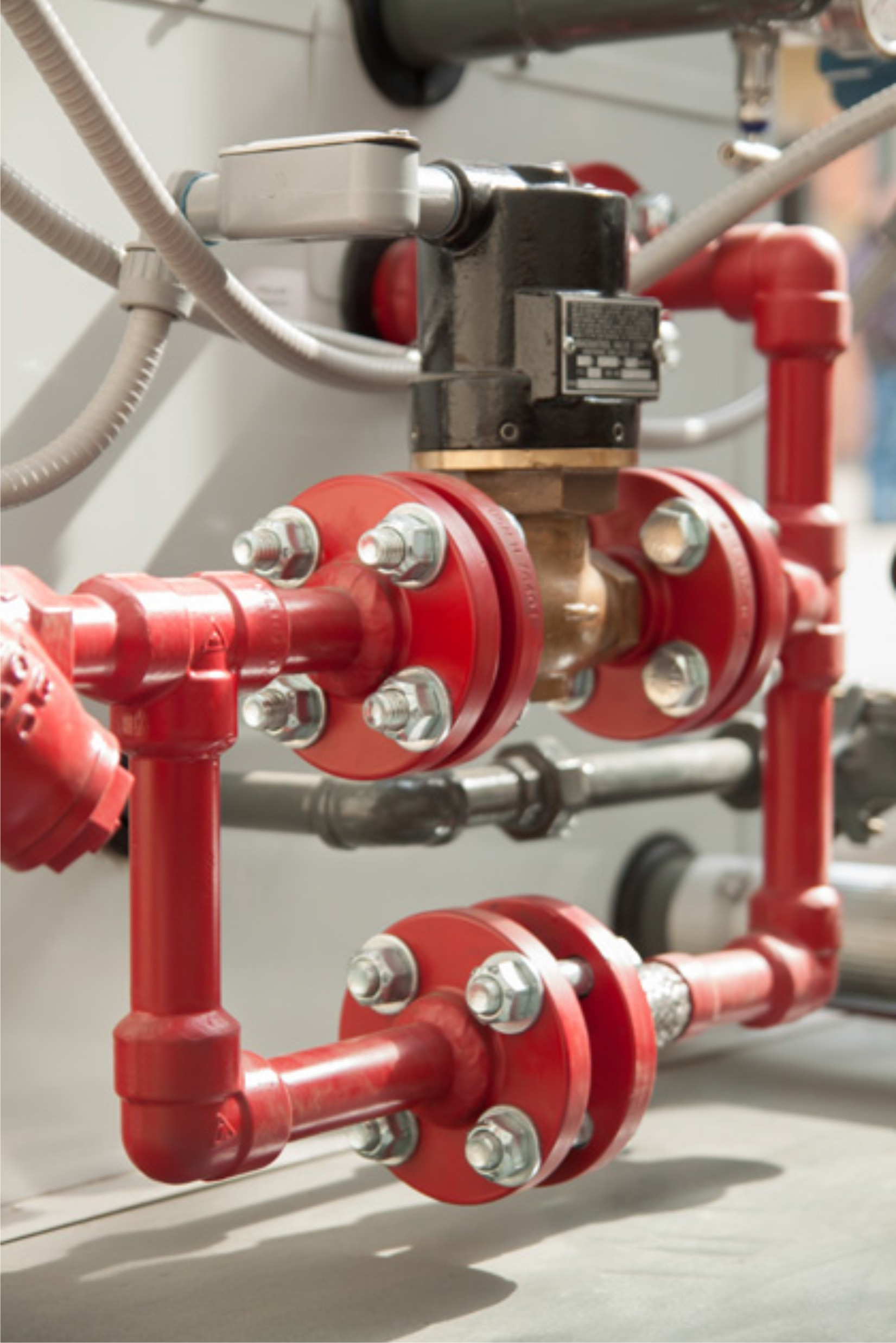
Flensverbindingen

Een pijpfitter is een persoon die het technische beroep 'pijpfitten' beoefent. Het 'fitten van pijpen' betekent dat stukken buis of pijp met elkaar verbonden worden. Het gaat hier om hechtingen middels lassen, het in elkaar schuiven van kachelpijp wordt er dus niet mee bedoeld.

## Opleiding
De opleiding tot pijpfitter bestaat uit diverse onderdelen waarbij verschillende certificaten en diploma's behaald dienen te worden voordat de leerling zich daadwerkelijk pijpfitter mag noemen. Hierbij horen onder andere het V.C.A., TIG-1 en BMBE-1 lassen, snijbranden en flenzenzetten, maar ook een certificaat voor laden en lossen met een hijskraan.

## Werkzaamheden
Een pijpfitter werkt meestal met grote dikwandige buizen, die volgens werktekeningen met elkaar verbonden dienen te worden tot een installatie geschikt voor het doel waarvoor het ontworpen is.
De werktekeningen geven de materiaalspecificaties, afmetingen en andere appendages aan die benodigd zijn. Het is aan de pijpfitter om in samenwerking met andere disciplines tot een werkend geheel te komen.